# NGC 7592
NGC 7592 (другие обозначения — PGC 70999, MCG -1-59-17, MK 928, VV 731, IRAS23157-0441) — галактика в созвездии Водолей.
Этот объект входит в число перечисленных в оригинальной редакции «Нового общего каталога».